# Brudfärden i Hardanger

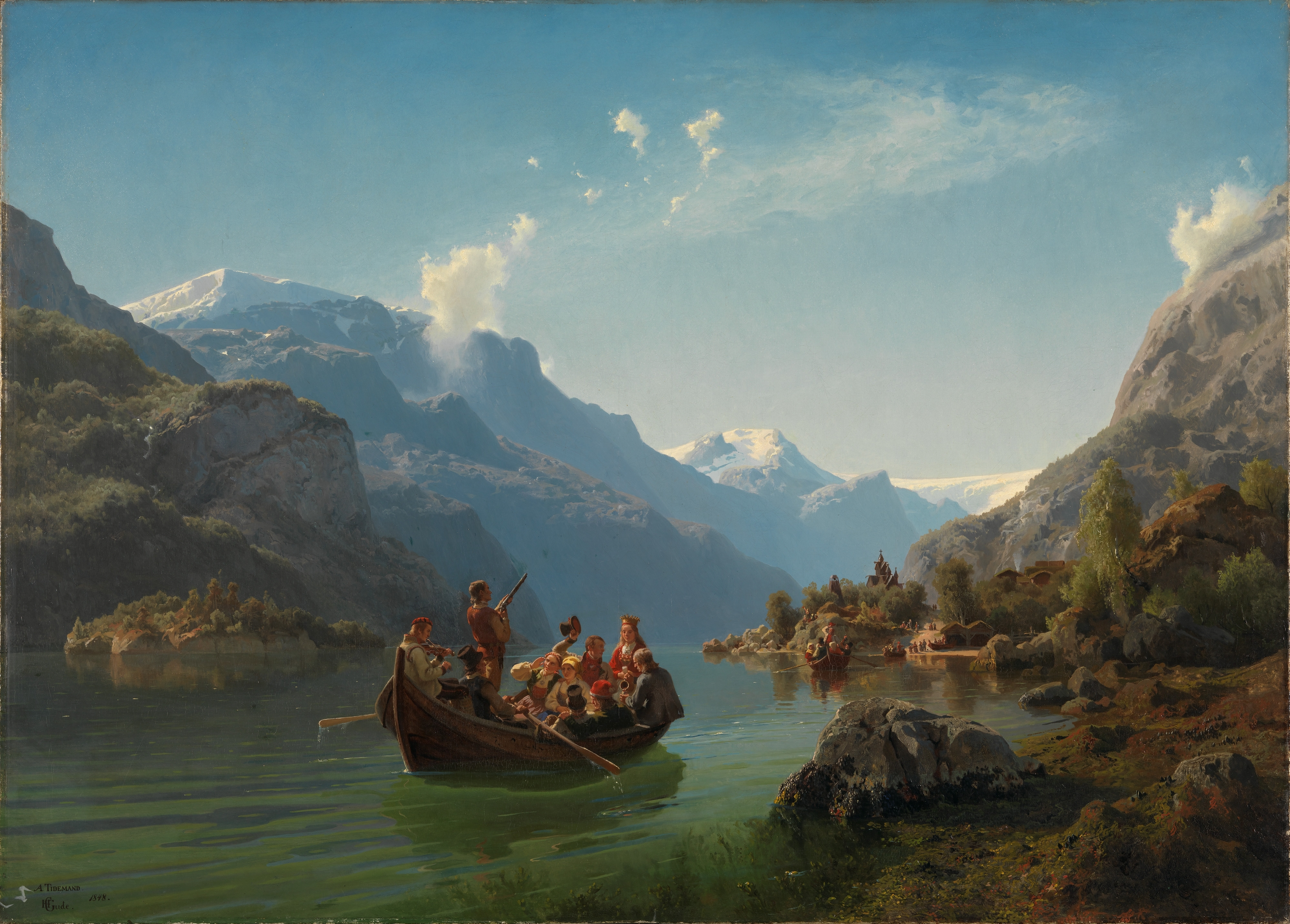
Brudfärden i Hardanger.

Brudfärden i Hardanger är en norsk målning av Adolph Tidemand (figurerna) och Hans Gude (landskapet). Motivet förekommer i två olika versioner. Den första, från 1848, är den mest kända, och finns på Nasjonalgalleriet. Den andra, med en annan placering av båtarna, är målad 1853.
Vid den berömda festföreställning som Kunstnerforeningen arrangerade i mars 1849 i Christiania Theater, och som betecknar nationalromantikens höjdpunkt i Norge, låg målningen till grund för en tablå, en scenisk framställning av motivet, åtföljt av Andreas Munchs dikt "Der aander en tindrende Sommerluft varmt over Hardangerfjords Vande", med musik av Halfdan Kjerulf.
Brudfärden i Hardanger är också titeln på en balettföreställning av August Bournonville som uppfördes i Köpenhamn 1852. Baserad på denna gjorde Flemming Flindt en balettföreställning i två akter, som hade premiär vid Den Norske Opera 1982, med norsk folkmusik arrangerad av Egil Monn-Iversen och scenografi av Ferdinand Finne. Det finns också en norsk stumfilm med samma namn, se Brudefärden i Hardanger.